# Traumsequenz (Erzähltechnik)
Eine Traumsequenz ist eine insbesondere in Film und Fernsehen genutzte Erzähltechnik, die ein (gewöhnlich kurzes) Zwischenspiel von der Hauptgeschichte abhebt. Dieses Zwischenspiel kann aus einer Rückblende, einer Vision, einem Traum oder anderen Phantasievorstellungen bestehen. Sein Geschehen spielt sich in der Regel in Raum oder Zeit entfernt von der Hauptgeschichte ab, oder verläuft gegenteilig zu den tatsächlichen Ereignissen. Traumsequenzen werden oftmals als Mittel genutzt, die Motive eines Charakters offenzulegen oder zu erklären, ohne sie in die eigentliche Geschichte integrieren zu müssen. Träume können aber auch das Verhalten eines Charakters beeinflussen, indem sie ihm Einsichten (moralischer oder sonstiger Natur) vermitteln, welche ihm in der Wirklichkeit bislang fehlten. Gelegentlich erwacht ein Charakter (meist der Protagonist) auch am Ende einer Geschichte und stellt fest, dass alle vorhergegangenen Ereignisse bloß geträumt waren. Dieser Gebrauch lässt die Geschichte gemeinhin in einer Antiklimax enden, manchmal dient er aber auch der Erklärung vorhergegangener unwahrscheinlicher und sonderbarer Vorkommnisse. In aller Regel weiß der träumende Charakter nicht, dass er träumt (oder halluziniert usf.); sobald er es bemerkt, wacht er meistens auf.
Von einer normalen Traumsequenz zu unterscheiden sind Reisen in die Traumwelt, die von den Handlungsträgern freiwillig oder unfreiwillig vorgenommen werden. In solchen Fällen existiert die Traumwelt oftmals im Grunde unabhängig von der realen Welt und den Träumern, die sie aufsuchen. Reisen in die Traumwelt ähneln damit vielmehr mehr Reisen in Parallelwelten, die ebenso in sich abgeschlossen sind. So spielen sich etwa die Ereignisse der Serien Captain Zed und die Traumpatrouille und Schlafmütz & Co. fast ausschließlich in der Traumwelt ab, ohne dass es sich dadurch um Traumsequenzen handeln würde.
Um Beginn, Dauer und Ende einer Traumsequenz kenntlich zu machen, werden in Film und Fernsehen üblicherweise audiovisuelle Mittel zum Einsatz gebracht: Der Übergang von realer zur Traumwelt (und umgekehrt) wird oft mit Musik (bspw. Harfenklängen) und einem kurzzeitigen Verschwimmen des Bildes begleitet. In der Traumsequenz selbst kommen gegebenenfalls solche Mittel zur Anwendung, wie sie auch bei normalen Rückblenden gebraucht werden; etwa eine andere Farbgebung, Änderung der Schärfe oder der Beleuchtung. Oft genug sind Traumsequenzen aber auch einfach durch etwaige surreale Eigenheiten hervorgehoben.

## Beispiele
- Ein Vorläufer für das Stilmittel der Traumsequenz findet sich bereits in Charles Dickens’ Weihnachtsgeschichte. Obwohl der Leser im Unklaren darüber gelassen wird, ob die Heimsuchung Ebenezer Scrooges durch die drei Geister nun real war, erfüllt jener Teil der Geschichte eine ähnliche Funktion wie einige heutige Traumsequenzen.
- Bekanntestes Beispiel der Film-Geschichte ist sicher die von Salvador Dalí gestaltete Traumsequenz in Alfred Hitchcocks Film Spellbound, Ich kämpfe um dich.
- Major Marcos Alpträume in Botschafter der Angst, die tatsächlich Erinnerungen an die Gehirnwäsche in chinesischer Gefangenschaft sind, bilden den Ausgangspunkt seiner Aufklärung, mit welchem Auftrag Sergeant Shaw, dessen Vorgesetzter er im Koreakrieg war, in die USA zurückgekehrt ist.
- Die neunte Staffel von Dallas war (zur Verärgerung der Zuschauer) in ihrer Gänze ein Traum.
- Im Film Vanilla Sky erkennt der Protagonist David gegen Ende, dass ab einem gewissen Punkt alle seine Erlebnisse nur geträumt sind und man stellt ihn vor die Wahl, ob er diesen Traum nun beenden möchte.
- Die Ereignisse der Dr.-House-Episode „Widerspiel“ sind größtenteils die Halluzination des Protagonisten, aus der er erst entkommt, als es ihm gelingt, sie zu durchschauen.

Die Beliebtheit der Traumsequenz hat sie auch zum Ziel von Parodien gemacht, darunter folgende:
- Die South-Park-Episode „Griff in die Geschichte“ besteht nicht nur weitgehend aus (falschen) Rückblenden, schlussendlich wird auch enthüllt, dass alle Ereignisse nur ein Traum Cartmans waren, der wiederum ein Traum Stans ist.